# Alte Dombach
Alte Dombach ist ein Ortsteil im Stadtteil Sand von Bergisch Gladbach.

## Geschichte
Der Name Alte Dombach ist aus einem alten Siedlungs- und Mühlennamen hervorgegangen, der erstmals 1660 als Tumbach urkundlich überliefert wurde. Im Urkataster findet sich bereits der heute noch gebräuchliche Name Dombach. Die Alte Dombach war die erste Papiermühle des oberen Strundetals. Seit 1999 befindet sich in den alten Werksgebäuden das Papiermuseum Alte Dombach. Den Zusatz Alte erhielt die Ortschaft Dombach 1876, als eine kurze Strecke Strunde aufwärts eine weitere Papierfabrik mit dem Zusatz Neue entstand, um beide unterscheiden zu können.
Der Siedlungsgewässername Dombach bezog sich auf einen kleinen Bach, der in Höhe der alten Mühle in die Strunde mündete. Zur Deutung des Gewässernamens liegen verschiedene Deutungen vor:
1. Das Wort Dom könnte aus dem althochdeutschen „donan“ bzw. dem mittelhochdeutschen „donen“ (= anschwellen) hergeleitet werden, was etwas über die Fließgeschwindigkeit bzw. die Menge des mitgeführten Wassers aussagen würde.
2. Eine andere Möglichkeit wäre, dass der Name unter Berücksichtigung der frühneuzeitlichen Schreibweise Tumbach etymologisch  zu verstehen wäre, womit im Sinne des mittelhochdeutschen tum/dom (= Herrschaft) auf das Rittergut Dombach hingewiesen würde. In diesem Fall wäre der Gewässername zeitlich nach der Gründung des Rittergutes entstanden und bezeichnete den auf herrschaftlichem Grund verlaufende Bach.[1]

Die Topographia Ducatus Montani des Erich Philipp Ploennies, Blatt Amt Porz, belegt, dass der Wohnplatz 1715 als Hof kategorisiert wurde und mit Dumbach bezeichnet wurde. Carl Friedrich von Wiebeking benennt die Hofschaft auf seiner Charte des Herzogthums Berg 1789 als Dumbach. Aus ihr geht hervor, dass der Ort zu dieser Zeit Teil der Honschaft Sand im gleichnamigen Kirchspiel war.
Unter der französischen Verwaltung zwischen 1806 und 1813 wurde das Amt Porz aufgelöst und Alte Dombach wurde politisch der Mairie Gladbach im Kanton Bensberg zugeordnet. 1816 wandelten die Preußen die Mairie zur Bürgermeisterei Gladbach im Kreis Mülheim am Rhein. Mit der Rheinischen Städteordnung wurde Gladbach 1856 Stadt, die dann 1863 den Zusatz Bergisch bekam.
Der Ort ist auf der Topographischen Aufnahme der Rheinlande von 1824, auf der Preußischen Uraufnahme von 1840 und ab der Preußischen Neuaufnahme von 1892 auf Messtischblättern regelmäßig als Dombach, ab 1936 als alte Dombach verzeichnet. Seit dieser Zeit ist der Ort Teil der katholischen Pfarre Sand.
| Jahr | Einwohner | Wohn- gebäude | Kategorie      | Bemerkung             |
| ---- | --------- | ------------- | -------------- | --------------------- |
| 1822 | 99        |               | Papierfabriken | (Papier-)Dombach gen. |
| 1830 | 128       |               | Papierfabrik   | Dombach gen.          |
| 1845 | 83        | 7             | Papierfabrik   | Dombach gen.          |
| 1871 | 94        | 6             | Hofstelle      | Dombach gen.          |
| 1885 | 117       | 7             | Wohnplatz      |                       |
| 1895 | 66        | 5             | Wohnplatz      |                       |
| 1905 | 64        | 7             | Wohnplatz      |                       |